# Wie? (Lied)
Wie? ist ein Lied der deutschen Popsängerin Ayliva, das im Februar 2025 erschien.

## Entstehung und Veröffentlichung
Geschrieben wurde das Lied von der Interpretin Elif Akar (Ayliva) selbst, zusammen mit dem Koautoren Berken Dogan (Berky), der wiederum auch für die Produktion verantwortlich zeichnete.
Die Erstveröffentlichung von Wie? erfolgte als Single am 20. Februar 2025 bei Whiteheart Records. Diese erschien als digitaler Einzeltrack zum Download und Streaming. Die Single wurde in einer spontanen Aktion innerhalb weniger Tage vor der Veröffentlichung fertiggestellt. Ayliva selbst beschrieb die Produktion als die „spontanste Aktion ihres Lebens“, bei der sie in kürzester Zeit ein Drehbuch schrieb und ein Team für das Musikvideo organisierte.

## Inhalt
Das Lied beschreibt die Dynamik einer toxischen Beziehung, in der die Protagonistin trotz der Notwendigkeit nicht in der Lage ist, ihren Partner zu verlassen, da ihre Liebe zu ihm zu stark ist. Die Texte sind emotional und direkt, wie in den Zeilen: „Halt mich fest, geh nicht weg / Ich weiß nicht, wie man lebt ohne dich.“

## Musikvideo
Das Musikvideo zu Wie? entstand unter der Regie von Anastasja Black und feierte einen Tag nach der Singleveröffentlichung seine Premiere auf der Videoplattform YouTube. Es zeigt Ayliva mit dem deutschen Sänger und Schauspieler Emilio Sakraya, der ihren Partner spielt. Das Video thematisiert häusliche Gewalt und zeigt Szenen, in denen die Protagonistin mit den Auswirkungen der toxischen Beziehung kämpft, einschließlich des Missbrauchs von Schlaftabletten. Eine weitere Figur, vermutlich der Vater des Partners, wird als mögliche Ursache für dessen Verhalten dargestellt. Das Video endet mit einer Autofahrt und einer Szene, in der Emilio Sakrayas Figur mutmaßliche Drogendealer angreift, was die Zerrissenheit der Beziehung unterstreicht. Bis August 2025 zählte das Video über 10,9 Millionen Aufrufe auf YouTube.

## Chartplatzierungen
Wie stieg am 28. Februar 2025 auf Rang zwei der deutschen Singlecharts ein und musste sich dabei lediglich Wackelkontakt von Oimara geschlagen geben. Für Ayliva avancierte es zum zwölften Top-10-Hit in Deutschland, dem sechsten in Folge. Darüber hinaus erreichte die Single auch Top-10-Platzierungen in Österreich (Rang 3) und der Schweiz (Rang 4).
| ChartsChartplatzierungen | Höchstplatzierung | Wochen |
| ------------------------ | ----------------- | ------ |
| Deutschland (GfK)        | 2 (19 Wo.)        | 19     |
| Österreich (Ö3)          | 3 (10 Wo.)        | 10     |
| Schweiz (IFPI)           | 4 (8 Wo.)         | 8      |